# 데이비드 S. 고이어

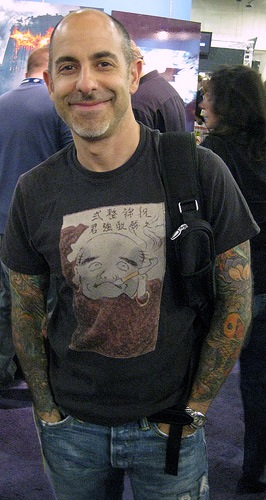
데이비드 S. 고이어

데이비드 새뮤얼 고이어(영어: David Samuel Goyer, 1965년 12월 22일 ~ )는 미국의 영화 각본가이자 영화 감독이다.

## 스토리 각본
- 배트맨 비긴즈